# Società Sportiva Juvenes
La Società Sportiva Juvenes, meglio nota come Juvenes, (dal lat. juvenes, giovani) è una società polisportiva sammarinese, con sede nel castello di Serravalle, che si ispira ai valori educativi e formativi dello sport e della vita, rivolgendosi principalmente ai giovani che intendono avvicinarsi e praticare le varie discipline sportive con lo scopo di prevenire ai possibili disagi e problematiche dei giovani nella società civile. La Juvenes è stata insignita dal Comitato Olimpico Nazionale Sammarinese di medaglia d'oro e d'argento al merito sportivo. 
Fondata nell'ottobre del 1953 da Don Giuseppe Innocentini, presidente onorario della società, in passato comprendeva anche le discipline sportive di basket, tiro a volo, podismo, aeromodellismo, atletica leggera, mentre attualmente le discipline sono calcio (AC Juvenes Dogana), ciclismo, volley e tennistavolo.
La divisione calcistica è discendente della Castellana, storica squadra che ha caratterizzato gli albori del calcio sammarinese, classificandosi al secondo posto nella prima edizione della Coppa Titano. La Juvenes, i cui colori sociali erano il bianco e l'azzurro, fu la prima società della piccola Repubblica a partecipare ad un campionato italiano e, dal 1974 al 1976, si fuse con la Serenissima per dar vita all'Associazione Calcio San Marino, formazione creata ad hoc per le divisioni italiane. La storica formazione, tra le cui file è cresciuto il più grande calciatore sammarinese, Massimo Bonini, si è fusa nel 2000 con il Gruppo Sportivo Dogana, dando vita all'Associazione Calcio Juvenes/Dogana.
Nel suo palmarès figurano cinque Coppe Titano, conquistate nel 1965, 1968, 1976, 1978 e 1984. La Società è affiliata alle Federazioni Sammarinesi: Calcio (AC Juvenes-Dogana), Ciclismo, Pallavolo, Tennistavolo, alle Federazioni Italiane Ciclismo, Tennistavolo, Pallavolo e al Centro Sportivo Italiano. Il 9 ottobre 2013 ha celebrato l'anniversario della ricorrenza del 60º anno dalla fondazione (1953-2013). Il 4 maggio 2018 ha celebrato l'anniversario del 65º anno di Fondazione in concomitanza con l'Assemblea Generale Elettiva Juvenes, coinvolgendo le discipline sportive praticate Calcio, Ciclismo, Pallavolo, Tennistavolo. Nel 2023 sarà celebrato l'anniversario del 70° della Fondazione (1953-2023).
Prestigiosi risultati ottenuti nel settore Tennistavolo nei Campionati a Squadre Maschile e Femminile (presenze in Serie A,B,C,D,), nei Tornei Regionali e Nazionali FITET tra cui i titoli di Campione d'Italia 2012 Riccardo Tentoni singolo maschile 4 ctg, Campione d'Italia 2015 Lorenzo Ragni singolo maschile 2 ctg, Campione d'Italia 2016 Doppio Maschile 5 ctg Mattias Mongiusti Federico Antenucci (TT Vasto) Squadra Allievi Campione d'Italia 1986 Gabriele Giardi, Marco Morri. Numerosi Titoli Regionali FITET Marche nelle varie categorie.
Settore Ciclismo Giovanile. Scuola di Ciclismo Giovanissimi- Pistino Ciclistico MTB Michael Antonelli, Parco Laiala Serravalle.
Settore Pallavolo al momento sospese le attività. 
In occasione del 70° anniversario di fondazione (1953-2023) pubblicazione primo libro dedicato al Tennistavolo sammarinese " 40 Tennistavolo " a cura di Gian Battista Silvagni in collaborazione con FSTT. Altro libro "Juvenes 70" rassegna fotografica discipline praticate a cura di Piero Bronzetti.

## Palmarès

### Competizioni nazionali
- Coppa Titano: 5

1964-1965, 1967-1968, 1975-1976, 1977-1978, 1983-1984

### Altri piazzamenti
- Trofeo Federale:

Finalista: 1990, 1991

## Presidenti
- Ferruccio Piva
- Clelio Galassi
- Alessandro Morri
- Bruno Passerini
- Luigi Zafferani
- Gian Battista Silvagni

Consiglio Direttivo quadriennio 2025-2028: Presidente Gian Battista Silvagni, Consiglio Direttivo:Massimo Zavatta, Alessandro Bizzocchi,  Silvano Zonzini, Piero Bronzetti, Antonio Rossi, Sergio Zafferani, Giorgio Guidi, Daniela Veronesi , Claudio Stefanelli, Riccardo Tentoni, Daniele Ceccoli, Luca Zafferani. (Assemblea Generale Elettiva 9 maggio 2025).